# Падјука (Кентаки)
Падјука (енгл. Paducah) град је у америчкој савезној држави Кентаки.

## Демографија
По попису из 2010. године број становника је 25.024, што је 1.283 (-4,9%) становника мање него 2000. године.
| Група             | 2000.          | 2010.          |
| Белци             | 18.976 (72,1%) | 17.431 (69,7%) |
| Афроамериканци    | 6.353 (24,1%)  | 5.925 (23,7%)  |
| Азијати           | 169 (0,6%)     | 255 (1,0%)     |
| Хиспаноамериканци | 362 (1,4%)     | 671 (2,7%)     |
| Укупно            | 26.307         | 25.024         |